# Berbena
|  | No s'ha de confondre amb verbena. |

La berbena (Verbena officinalis) és una planta herbàcia perenne i vivaç de la família de les verbenàcies. El seu nom prové del llatí verbēnam ‘berbena', planta d'usos màgics i medicinals. Officinalis també prové del llatí i és un qualificatiu que significa "de la botiga de farmàcia", "d'ús medicinal". És una espècie comuna als vorals de camins, dics, terrenys erms, llocs humits, cunetes, llocs sorrencs, camps abandonats i regió litoral. Es distribueix per quasi tot Europa (excepte Islàndia), Àsia i Àfrica septentrional. Molt comuna a Espanya i introduïda a Noruega, Suècia i Finlàndia. A Catalunya prolifera a l'estatge montà i a la terra baixa mediterrània.

## Morfologia
És una planta perenne i per la seva forma vital de Raunkjaer és un camèfit. Pot arribar a fer de 30 a 100 cm. És una planta prima, més o menys ramificada, que pot arribar al metre d'alçada. Les tiges són subtils, rectes, quadrangulars, ramificades a la part alta, aspres a les arestes i sense pèl a la resta. Les fulles, de contorn irregular (dentades), són aspres i es presenten oposades, les inferiors són oblongues peciolades, mentre que les superiors són més petites, estretes i una mica festonejades.
Presenta una inflorescència espiciforme (en forma d'espiga). Les flors són petites i de color rosaci o liliaci, dipositades en espigues terminals. El periant té els sèpals units formant un calze amb cinc dents o lòbuls, de vegades és irregular. Té una corol·la simpètala amb cinc lòbuls imbricats, sovint amb un tub prim i un limbe eixamplat, menys sovint campanulat o bilabiat. El periant és de color malva-blavenc. L'androceu té els estams rarament isòmers amb els lòbuls de la corol·la, més sovint quatre i una mica didínams, algun cop dos, a vegades tots o alguns dels que falten estaminodials; filaments inserits al tub de la corol·la i alternats amb els lòbuls d'aquesta. Disc nectarífer al voltant de l'ovari poc desenvolupat o de vegades absent, tub de la corol·la nectarífer per dins en Avicenia. El gineceu normalment és de dos carpels units, inicialment amb l'ovari bilocular però de sobte es divideix en quatre càmeres uniloculades per intrusió de particions del nervi medi carpel·lar. El fruit és drupaci, té de dos a quatre pirenis, molt sovint separant-se en quatre núcules monosaminades, a vegades la càpsula té de dos a quatre valvades.
El seu fruit és una càpsula comprimida lateralment i rugosa que conté quatre llavors. La floració es produeix entre el mesos de juny i octubre.

## Farmacologia
S'utilitza la planta sencera dessecada, sobretot la flor i en menor importància l'arrel. El principi actiu de la berbena és un heteròsid anomenat berbenalòsid que té caràcter estimulant del sistema nerviós parasimpàtic i per hidròlisi produeix berbenalol, berbenalina, berbenanina i hastasòdid. la berbena conté mucílags, glucòsids, olis essencials (limonè, citrals, terpens, alcohols terpènics i geramiol), saponina, àcid silícic, àcid cafèic, tanins i principis amargs. També té derivats del fenilpropà com el berbascòsid, eucovòdis i martinòsids.

### Usos medicinals
- Sedant: estimula el sistema parasimpatic a causa de l'heteròsid irioide berbenalol que reduieix la força i freqüència del batec cardíac i estimula el peristalisme intestinal. També té un cert efecte com analgèsic local. Per la seva activitat sedant s'empra per a combatre l'insomni provocat per estats de nerviosisme que no permeten agafar el son. Acaba amb les migranyes per la seva activitat antineuràlgica i sedant.

- Astringent: els tanins frenen les diarrees i són hemostàtics locals afavorint la coagulació de les ferides.
- Antiinflamatòria: els mucílags disminueixen les inflamacions a més d'unir una capacitat demulcent que relaxa, suavitza i protegeix la pell i les mucoses.
- Antiespasmòdica: el berbenalol és un glucòsid amb efectes parasimpaticomimètics, antitèrmic, uterotònic i vasodilatador renal.
- Malalties infeccioses: la berbena s'ha recomanat per la convalescència de malalties agudes.
- Ginecologia: les infusions de berbena es recomanen per a augmentar el volum de llet. Per a evitar menstruacions doloroses i reumatisme.
- Sistema digestiu: en grans quantitats, pot provocar el vòmit.
- Hipnòtic: la berbena produeix una lleugera depressió del sistema nerviós central.
- Antitussigen: els iridoides exerceixen un efecte calmant sobre la mucosa respiratòria inhibint el reflex de la tos.
- Digestiu : s'ha comprovat que la berbena augmenta la producció de sucs gàstrics en els animals.

S'ha utilitzat per al tractament del nerviosisme, insomni, ansietat, esgotament físic, esgotament psíquic, tos improductiva, asma, bronquitis, refredat comú, dispèpsies, discinèsia biliar, oligúria, retenció urinària, edema, artritis, artràlgies, gota. També s'ha fet servir per via tòpica per al tractament d'estomatitis, laringitis, dermatitis, prurit, cremades.
- Accions farmacològiques / propietats: La berbena té propietats galactogogues que s'han atribuït a l'aucubina. S'han utilitzat extractes del fruit de la berbena per a tractar las dismenorrea i estimular la lactància. La berbena té propietats parasimpàtiques dèbils, que provoquen una lleugera contracció uterina. S'ha descrit que la berbenalina té activitat estimulant uterina. S'ha descrit activitat simpàtica: la berbenalina a dosis baixes actua com agonista en les terminacions nervioses simpàtiques, mentre que les dosis elevades provoquen l'antagonisme. El berbascòsid actua com antihipertensiu i analgèsic. En ratolins s'ha descrit una dèbil acció laxant dels glusòdis iridoides.

- Toxicitat: Els extractes de berbena poden presentar una certa acció hipotiroïdal (disminueixen l'activitat de la glàndula tiroide) per la qual cosa poden bloquejar l'acció de determinades hormones. Està prohibit el seu ús en dones embarassades perquè el berbenalòsid (heteròsid irioideu que s'hidrolitza en berbenalol) pot causar un efecte uterotònic i dificultar les contraccions característiques del part.

Dosis elevades de berbenalina provoquen la paràlisi del Sistema Nerviós Central, la qual cosa causa l'aparició d'estupor i convulsions.
- Usos tradicionals: Tradicionalment s'utilitzava per al guarniment, a l'antiga Roma trenaven tiges de berbena fresca per col·locar-les com corones als caps dels missatgers i ambaixadors per a donar-los una distinció especial.

Durant l'edat mitjana es va utilitzar en pocions i beuratges pels endevins i bruixes que facilitaven a aquells que creien en la seva capacitat afrodisíaca.
Dioscòrides la considerava una herba sagrada, ja que era una de les espècies més emprades en les cerimònies religioses.